# 伊東祐亨

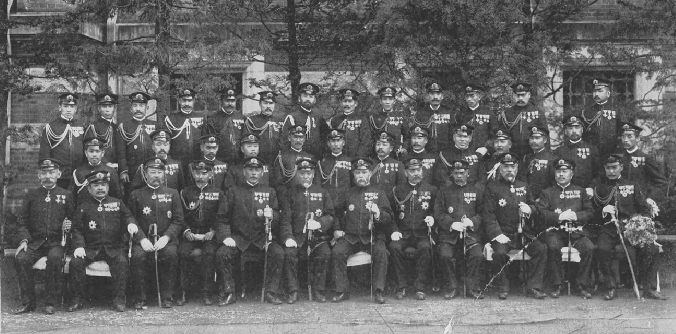
日露戦争凱旋式当日の海軍首脳 左4人目から順に伊集院五郎、上村彦之丞、東郷平八郎、山本権兵衛、伊東軍令部長、片岡七郎、出羽重遠、斎藤実、山下源太郎、中列左から6人目加藤友三郎

伊東 祐亨（いとう すけゆき／ゆうこう、天保14年5月20日〈1843年6月17日〉- 1914年〈大正3年〉1月16日）は、日本の海軍軍人。元帥海軍大将従一位大勲位功一級伯爵。初代連合艦隊司令長官を務めた。通称は四郎左衛門、四郎。号は碧海。家紋は庵木瓜。

## 経歴
薩摩藩士・伊東祐典の四男として鹿児島城下清水馬場町に生まれる。飫肥藩主・伊東氏に連なる名門の出身である（伊東祐安の養子で弟の右衛門の子孫という）。開成所にてイギリスの学問を学んだ。当時、イギリスは世界でも有数の海軍力を擁していたため、このとき、祐亨は海軍に興味を持ったと言われている。江川英龍のもとでは砲術を学び、勝海舟の神戸海軍操練所では塾頭の坂本龍馬、陸奥宗光らと共に航海術を学ぶ。
薩英戦争では決死隊を編成、スイカ売りに偽装してイギリス艦に近づくも失敗に終わった。鳥羽・伏見の戦い前の江戸薩摩藩邸の焼討事件で江戸から脱出し、戊辰戦争では旧幕府海軍との戦いで活躍した。
明治維新後は、海軍に入り、明治4年（1871年）に海軍大尉に任官。明治10年（1877年）には「日進」の艦長に補せられた。明治15年（1882年）には海軍大佐に任官、「龍驤」、「扶桑」、「比叡」の艦長を歴任する。明治18年（1885年）、横須賀造船所長兼横須賀鎮守府次長に補せられた。同年イギリスで建造中であった「浪速」回航委員長となり、その就役後は艦長に任じられ、明治19年（1886年）に海軍少将に進む。のち海軍省第一局長兼海軍大学校校長を経て、明治25年（1892年）12月12日には海軍中将に任官、横須賀鎮守府長官兼海軍将官会議議員を拝命。明治26年（1893年）に常備艦隊長官を拝命し、明治27年（1894年）の日清戦争に際し、7月18日に初代連合艦隊司令長官を拝命した。
日本の連合艦隊と清国の北洋水師（中国北洋艦隊）との間に黄海上で明治27年（1894年）9月17日12時50分より行われた黄海海戦では、戦前の予想を覆し、圧倒的有利であった清国側の大型主力艦を撃破し（日本側の旗艦「松島」の4217tに対し、清国側の旗艦「定遠」は7220tと、倍近い差があった）、黄海の制海権を確保した。この戦いは日清戦争の展開を日本に有利にする重大な転回点であった。清国艦隊はその後も抵抗を続けたが、陸上での敗色もあり、北洋艦隊提督の丁汝昌は降伏を決め、明治28年（1895年）2月13日に威海衛で北洋艦隊は降伏。丁汝昌自身はその前日、服毒死を遂げた。伊東は没収した艦船の中から商船「康済号」を外し、丁重に丁汝昌の遺体を送らせたことはタイムズ誌で報道され、世界をその礼節で驚嘆せしめた。戦争後は子爵に叙せられ　軍令部長を務めた。明治31年（1898年）に海軍大将に進んだ。日露戦争では軍令部長として大本営に勤め、明治38年（1905年）の終戦の後は元帥海軍大将に任じられた。政治権力には一切の興味を示さず、軍人としての生涯を全うした。
明治40年（1907年）には伯爵に叙せられた。従一位、功一級金鵄勲章、大勲位菊花大綬章を授与される。大正3年（1914年）、腎臓炎のため70歳で薨去した。墓所は東京都品川区の海晏寺。

## 栄典
位階
- 1873年（明治6年）6月25日 - 従六位[7]
- 1876年（明治9年）5月25日 - 正六位[8]
- 1886年（明治19年）10月28日 - 従四位[9]
- 1892年（明治25年）2月13日 - 正四位[10]
- 1898年（明治31年）
  - 3月8日 - 従三位[11]
  - 10月21日 - 正三位[12]
- 1903年（明治36年）10月30日 - 従二位[13]
- 1910年（明治43年）12月10日 - 正二位[14]
- 1914年（大正3年）1月16日 - 従一位[15]

爵位等
- 1895年（明治28年）8月5日 - 子爵[16]
- 1906年（明治39年）1月31日 - 元帥[17]
- 1907年（明治40年）9月21日 - 伯爵[18]

勲章等
| 受章年                     | 略綬 | 勲章名                   | 備考 |
| -------------------------- | ---- | ------------------------ | ---- |
| 1884年（明治17年）3月6日   |      | 木盃一個                 |      |
| 1889年（明治22年）11月25日 |      | 大日本帝国憲法発布記念章 |      |
| 1893年（明治26年）5月26日  |      | 勲二等瑞宝章             |      |
| 1895年（明治28年）8月5日   |      | 勲一等旭日大綬章         |      |
| 1895年（明治28年）8月5日   |      | 功二級金鵄勲章           |      |
| 1895年（明治28年）11月18日 |      | 明治二十七八年従軍記章   |      |
| 1902年（明治35年）5月10日  |      | 明治三十三年従軍記章     |      |
| 1906年（明治39年）4月1日   |      | 旭日桐花大綬章           |      |
| 1906年（明治39年）4月1日   |      | 功一級金鵄勲章           |      |
| 1906年（明治39年）4月1日   |      | 明治三十七八年従軍記章   |      |
| 1913年（大正2年）11月10日  |      | 大勲位菊花大綬章         |      |

外国勲章佩用允許
| 受章年                    | 国籍           | 略綬 | 勲章名                               | 備考 |
| ------------------------- | -------------- | ---- | ------------------------------------ | ---- |
| 1892年（明治25年）5月17日 | ロシア帝国     |      | 神聖スタニスラス第一等勲章           |      |
| 1901年（明治34年）4月5日  | フランス共和国 |      | レジオンドヌール勲章グラントフィシエ |      |
| 1907年（明治40年）6月13日 | 大韓帝国       |      | 李花大勲章                           |      |

## 親族
- 父：伊東祐典（薩摩藩士）
- 兄：伊東祐麿（海軍兵学校長、海軍中将、子爵）
- 弟：伊東祐道（海軍大尉）
- 弟：窪田祐章（海軍大佐）
- 妻：美津（みつ、加藤平八長女）[2]
  - 長女：多津（伊東一二夫人）
  - 次女：延（高橋新八夫人）[2]
  - 長男：伊東靖祐（旧名・武一、伯爵、岳父に中村覚）[2]

## 著書
- 土方久元、伊東祐亨『明治天皇御聖徳』鍾美堂書店、1913年4月。NDLJP:980711。
- 土方久元、伊東祐亨『日本国民訓』鍾美堂書店、1913年7月。
- 東郷平八郎、伊東祐亨『日新公御歌講演』軍事教育会、1913年10月。NDLJP:910304。